# Midnight Phantom
Midnight Phantom é uma telenovela filipina produzida e exibida pela ABS-CBN, cuja transmissão ocorreu em 2010.

## Elenco
- Rafael Rosell - Brandon/Midnight Phantom[3][4]
- Denise Laurel - Nadja Ann dela Merced[3][5]
- Ina Raymundo - Anya dela Merced[3][6]
- Charee Pineda - Karen Castillo[3]
- Jommy Teotico - Peter[3]
- JM De Guzman - Mike Castillo[3]
- Cris Villanueva - Augusto Dela Merced[3][7]
- Spanky Manikan - Don Hernando[3][7]
- Beverly Salviejo - Yaya Zeny[3][7]
- Alwyn Uytingco - Ryan
- Hansen Nichols - Nelson
- Makisig Morales - Gabriel